# Régis de Sá Moreira
Régis de Sá Moreira (* 3. November 1973) ist ein französischer Schriftsteller. Er ist der Sohn eines Brasilianers und einer Französin und wuchs im Heimatland seiner Mutter auf. Nachdem er zwischenzeitlich in São Paulo sowie in New York City lebte, wohnt er seit 2010 wieder als freiberuflich arbeitender Autor in Paris. Seine Bücher sind mittlerweile in die deutsche, die russische und die portugiesische Sprache übersetzt worden.

## Werke
- Pas de temps à perdre. Au Diable Vauvert, La Laune, 2000, ISBN 2-84626-000-1.
- Zéro tués. Au Diable Vauvert, La Laune, 2002, ISBN 978-2-84626-034-3.
  - Übers. Sonja Finck:[2] Joseph und Clara: Eine Liebesgeschichte. Droemer Knaur, München, 2006, ISBN 978-3-426-19746-2.
    - Rezension der Übersetzung, von Karolin Viseneber, in ReLÜ, Rezensionszeitschrift online, 5. August 2008.
- Le Libraire. Au Diable Vauvert, La Laune, 2004, ISBN 978-2-84626-071-8.
  - Übers. Anna Krantz: Das geheime Leben der Bücher. Droemer Knaur, München, 2005, ISBN 978-3-426-19711-0.
- Trois livres bleus. Au Diable Vauvert, La Laune 2008 ISBN 978-2-84626-170-8. (Sammelband der drei vorherigen Romane, benannt nach ihren blauen Einbänden)
- Mari et femme. Au Diable Vauvert, La Laune 2008 ISBN 978-2-84626-165-4
- La vie. Au Diable Vauvert, La Laune, 2012, ISBN 978-2-84626-442-6.
- Comme dans un film. Au Diable Vauvert, La Laune, 2016, ISBN 979-10-307-0069-5.

## Auszeichnung
- 2002: „Le Livre Élu“ für Pas de temps à perdre
- 2012: „Lycéens en toutes lettres“ in Lille für La vie[1]